# Stig Rydén

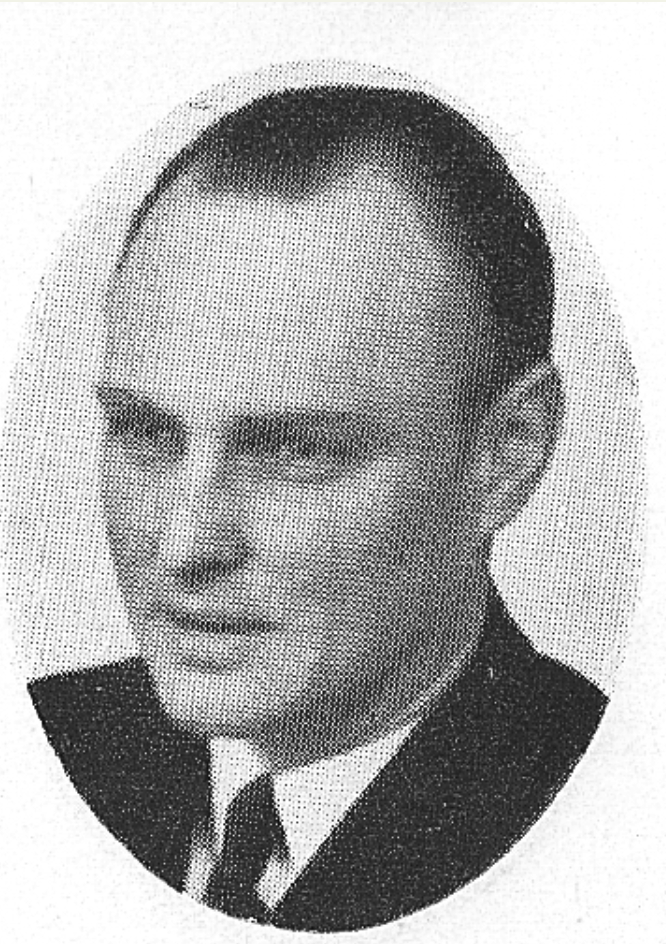
Retrato de Stig Rydén, 1950.

Stig August Rydén, nacido el 19 de enero de 1908 en Helsingborg y fallecido el 12 de abril de 1965 en Estocolmo, fue un conservador de museo sueco .
Rydén se doctoró en filosofía en Gotemburgo en 1936 (tesis: Investigaciones arqueológicas en el Departamento de La Candelaria (Prov. Salta, Argentina)) y fue contradado como profesor asociado de etnografía general y comparada en la Universidad de Estocolmo en 1961. Trabajó como asistente y superintendente en el Museo Etnográfico de Gotemburgo de 1929 a 1955 y como superintendente en el Museo Etnográfico Nacional desde 1955. Rydén realizó viajes de investigación a Argentina, Bolivia y Chile en 1932-1933, 1938-1939 y 1951-1952 y se convirtió en miembro del consejo editorial de Antiquity and Survivals en 1955. Sus publicaciones se relacionan particularmente con la historia cultural de los indios sudamericanos y las relaciones culturales suecas entre España y América del Sur durante el siglo XVIII. Rydén publicó el diario sueco-noruego de Francisco de Miranda (junto con otros, 1950).